# Червенко, Звонимир
Звонимир Червенко (хорв. Zvonimir Červenko; 13 ноября 1926, Приеполе, Югославия — 17 февраля 2001, Загреб, Хорватия) — югославский и хорватский военный деятель, генерал армии Вооружённых сил Хорватии, 3-й начальник генерального штаба Армии Хорватии. Участник гражданской войны в Югославии.

## Биография
Звонимир Червенко родился в чешской семье (фамилия прадеда была Червенка) в городе Приеполе, в югославской области Санджак, что ныне в составе Сербии. 

### Служба в ЮНА
Начал свою военную карьеру в Военно-технической академии в Загребе, где через 19 лет стал преподавателем.
Во время хорватской весны в начале 1970-х гг., будучи подполковником, Червенко присоединился к активистам «Маспока». После того, как титовское правительство прибегло к жестоким контрмерам, он был осуждён на 18 месяцев тюремного заключения с лишением звания и права на пенсию. До 1990 года Звонимир работал инкассатором на радиотелестудии «RTV-Zagreb».

### Война Хорватии за независимость
В начале хорватской войны президент Хорватии Туджман предложил ему пост министра обороны, но Червенко отказался, заявив: «Я воин, а не политик». Он организовал оборону Загреба, блокаду казарм Югославской Народной Армии и начал процесс формирования 14-х бригад в Загребе.
В январе 1992 года Червенко стал заместителем начальника Генерального штаба Вооружённых сил Хорватии.
Вершины своей военной карьеры Червенко достиг как раз накануне операции «Буря», когда он сменил на посту начальника Генерального штаба Вооружённых сил Хорватии Янко Бобетко. Червенко прослужил в должности начальника Генерального штаба с 15 июля 1995 по 16 ноября 1996 года. В течение его командных полномочий хорватская армия осуществила успешную операцию — операцию «Буря». Президент Туджман отправил его в отставку в ноябре 1996 года.
Впоследствии он был избран депутатом Палаты жупаний хорватского парламента по избирательному списку Хорватского демократического содружества, а с 2000 года он стал членом Комиссии по помилованиям.
Умер Червенко 17 февраля 2001 в Загребе. С высокими почестями он был похоронен на Аллее хорватских героев кладбища Мирогой.